# 極北州
極北州（きょくほくしゅう）（英語：Extreme North Province、フランス語：Province de l'Extrême-Nord）は、カメルーン最北の州である。面積は34,246km2、人口は1,855,695人（1987年）で国内最大。この州は、細長くチャド湖にまで伸びており、回廊の様な形になっている。州都は北部最大の都市マルア（Maroua）である。

## 治安
2010年代、隣国ナイジェリアの反政府武装組織ボコ・ハラムの活動が活発になり、カメルーン側にも越境して攻撃を加えるようになった。また、ナイジェリア国内での戦闘から逃れるために、2019年1月までに3万人を超えるナイジェリアの住民が極北州側へ避難を行っている。

## 隣接州
- ラク州
- ハジェル＝ラミ州
- ンジャメナ
- シャリ＝バギルミ州
- 東マヨ・ケッビ州
- 西マヨ・ケッビ州
- 北部州 (カメルーン)
- アダマワ州 (ナイジェリア)
- ボルノ州

## 下位行政区画
- Diamaré - 中心都市：マルア

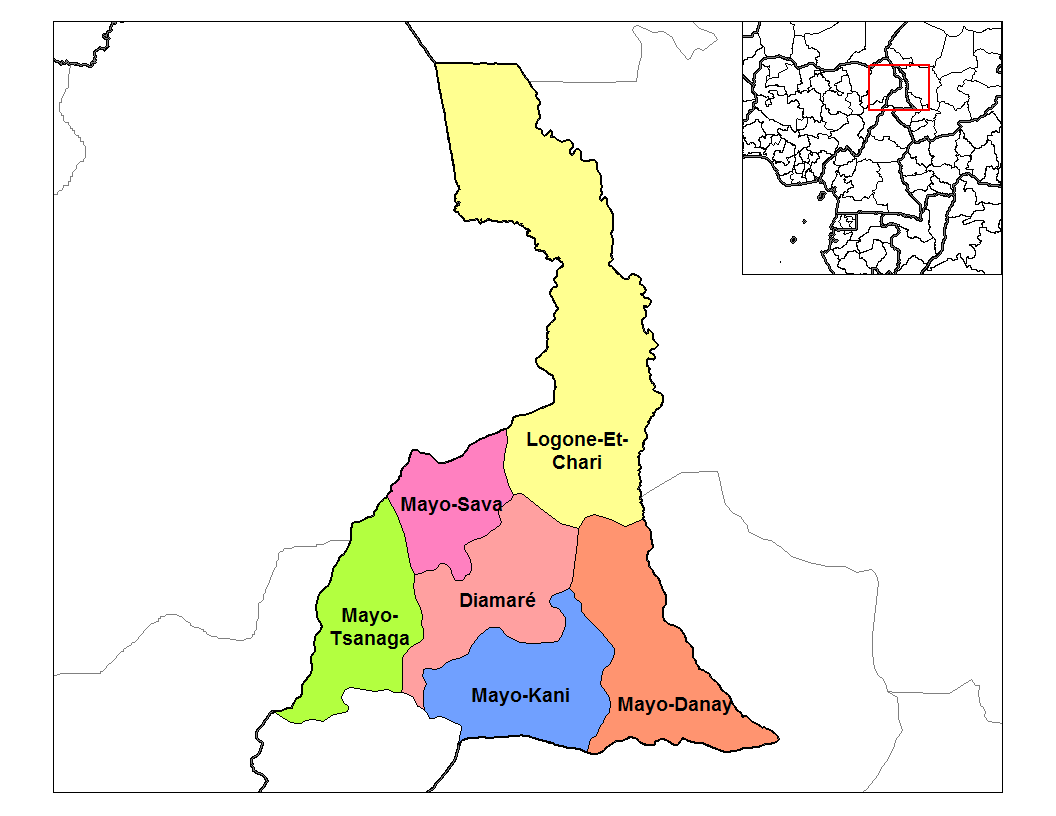
極北州の県

- Logone-et-Chari - 中心都市：クッセリ
- Mayo-Danay - 中心都市：ヤーグア（英語版）
- Mayo-Kani - 中心都市：カエレ（英語版）
- Mayo-Sava - 中心都市：モラ（英語版）
- Mayo-Tsanaga - 中心都市：モコロ（英語版）